# Sadek (powiat ciechanowski)
Sadek – wieś w Polsce położona w województwie mazowieckim, w powiecie ciechanowskim, w gminie Glinojeck.
W latach 1975–1998 miejscowość należała administracyjnie do województwa ciechanowskiego.